# アルバトロス (コンサルティング会社)
株式会社アルバトロスは、東京都品川区に本社を置く、転職支援や退職支援を行う会社。退職代行サービスとして「退職代行モームリ」を提供。

## 概要
2022年2月1日に設立。2022年3月15日に「退職代行モームリ」の事業開始する。